# Baccharis brachyphylla
Baccharis brachyphylla es una especie de planta perenne perteneciente a la familia de las asteráceas. 

## Distribución y hábitat
Es nativa del suroeste de Estados Unidos y norte de México, donde crece en hábitat del desierto tales como arroyos y cañones.

## Descripción
Se trata de un arbusto que se produce erecto, con tallos ramificados de hasta un metro de altura. Las hojas son lanceoladas lineales de escasamente menos de 2 centímetros  de largo. La inflorescencia es una amplia gama de cabezas de flores. Especie dioica, con las plantas masculinas y femeninas que producen diferentes tipos de flores que son similares en apariencia. Las flores y el follaje son glandulares. Las flores femeninas producen frutos que son aquenios , cada uno con un cuerpo difuso de 2-3 milímetros de largo y un vilano de unos 5 milímetros de largo.

## Taxonomía
Baccharis brachyphylla fue descrita por Asa Gray y publicado en Smithsonian Contributions to Knowledge 5(6): 83. 1853.
Etimología
Baccharis: nombre genérico que proviene del griego Bakkaris dado en honor de Baco, dios del vino, para una planta con una raíz fragante y reciclado por Linnaeus.
brachyphylla: epíteto latino que significa "con hojas cortas".
Sinonimia
- Neomolina brachyphylla (A.Gray) F.H.Hellw.[4]